# 利文祺
利文祺（1986年—），出生於屏東，臺灣詩人、學者。愛丁堡大學比較文學與漢學碩士，蘇黎世大學漢學博士。現為英國牛津大學訪問學者。

## 文學生涯
利文祺著有詩集、翻譯若干，2016年開始在每天為你讀一首詩開設「楊牧專欄」，以視訊直播的方式討論作品，讓大眾讀者對「經典」有更多認識。
2018年，利文祺以楊牧的詩作翻譯獲得英國比較文學學會約翰·德萊頓翻譯首獎。
2018年5月，詩人陳克華在Facebook發表侮辱女性的言論引發眾怒。預計收錄其詩作的《同在一個屋簷下：同志詩選》因而受到批評，許多網友認為該詩選應該重視女性和女同志的感受，要求撤掉陳克華的詩作。擔任詩選主編的利文祺在陳克華持續發表諷刺女性的詩作之後，決定刪去詩選中所有他的作品，並為「在編選過程中低估了作者私人價值觀的社會影響致上最沈重的歉意」。2019年，與詩人黃岡、神神合編的《同在一個屋簷下：同志詩選》出版，為臺灣第一本同志詩選，也是華語世界第一本酷兒詩選集。
2018年9月，利文祺指控學者陳芳明指導之政大中文系碩士班學生於國立台灣文學館台灣文學傑出博碩士論文獎獲獎論文，部分抄襲利文祺在「每天為你讀一首詩」發表之作品。事發後陳芳明發表道歉聲明：「學術是一輩子的事業，也是一項公共事業。對自己負責，對大眾負責。縱然學生來向我道歉，但這已經不是師生兩人之間的問題而已。」，而台灣文學館亦已追回之獎金並取消名次。
2022年，入選向陽主編之《新世紀新世代詩選》。2023年，利文祺以楊牧為主題的博士論文獲得第九屆楊牧文學獎研究論著獎，現為英國牛津大學訪問學者。

## 作品與風格
對於利文祺的第三本詩集《文學騎士》，學者詩人陳義芝認為編輯和內容構思都非常特別，帶有一種新鮮的異質性。

### 詩集
- 《向天疆》（波詩米亞工作室，2009）ISBN 9789868443242
- 《哲學騎士》（思行文化，2013）ISBN 9789868961357
- 《文學騎士》（斑馬線出版，2017）ISBN 9789869390835

### 主編
- 《聲韻詩刊》第34&35期「臺灣七年級新生代詩選」專輯（與黃岡、神神主編，黑眼睛文化，2019）ISSN 23082216
- 《同在一個屋簷下：同志詩選》（與黃岡、神神主編，黑眼睛文化，2019）ISBN 9789866359774

### 翻譯
- 莎士比亞《哈姆雷特》（波詩米亞工作室，2008）ISBN 9789868443204
- 莎士比亞《羅密歐與茱麗葉》（波詩米亞工作室，2008）ISBN 9789868443211
- 莎士比亞《暴風雨》（波詩米亞工作室，2009）ISBN 9789868443259